# Elvira di Castiglia (regina di Sicilia)
Elvira di Castiglia (in spagnolo Elvira de Castilla; Toledo, 1100 circa – Palermo, 8 febbraio 1135) prima moglie di Ruggero II d'Altavilla, fu contessa di Sicilia dal 1117 al 1130 e duchessa di Puglia e Calabria dal 1127 al 1130. Infine fu la prima regina consorte di Sicilia dal 1130 al 1135.

## Origine
Era figlia del re di Castiglia Alfonso VI il Valoroso e di Isabella, la sua quarta moglie, che era una principessa araba di Siviglia, poi convertita, di nome Zaida di cui non si conoscono le esatte origini, figlia dell'Emiro di Dénia, Ahmad I, e vedova del principe Al Mamun (figlio del re di Siviglia Muhammad al-Muʿtamid).

## Biografia

Il regno di Sicilia nel 1154

Secondo il Chronicon regum Legionensium, nel 1117, Elvira sposò il conte di Sicilia, Ruggero II (1095-1154), figlio del primo conte di Sicilia, Ruggero I e di Adelasia del Vasto (1074-1118), della famiglia degli aleramici marchesi di Savona. Ruggero, che cercava di rientrare in possesso di tutti i feudi degli Altavilla, a causa delle frequenti rivolte nel sud della penisola italiana, molto raramente poté frequentare la moglie che viveva, con i figli, a Palermo la capitale della contea.
Nel 1127 Ruggero, rientrando in possesso di tutti i feudi degli Altavilla, assunse anche il titolo di duca di Puglia e Calabria.
Nel 1130 Ruggero pensò che per legare assieme tutti questi stati, il titolo reale sembrava essenziale e nonostante il papa Innocenzo II fosse contrario, riuscì a farselo conferire dall'antipapa Anacleto II che con una bolla del 27 settembre 1130 nominò Ruggero Re di Sicilia. L'incoronazione di re e regina avvenne a Palermo il 25 dicembre 1130.
Elvira morì l'8 febbraio 1135, e il suo decesso fece cadere Ruggero in una profonda depressione che lo portò a recludersi per anni confermando che il suo era stato un matrimonio felice, allietato dalla nascita di diversi figli.

## Discendenza
Elvira diede a Ruggero sei figli:
- Ruggero (1118 – 2 o 12 maggio 1148), duca di Puglia e probabilmente anche conte di Lecce.
- Tancredi (ca. 1120 - 16 marzo 1138), principe di Bari;
- Guglielmo (1121 - 7 maggio 1166), detto il Malo, duca di Puglia e poi Re di Sicilia (1154-1166).
- Alfonso (ca. 1122 - 10 ottobre 1144), principe di Capua e duca di Napoli;
- Adelasia (ca. 1126 - dopo il 1184), contessa di Firenze per suo diritto, sposò Jozzelino, Conte di Loreto, e in seconde nozze, Roberto, Conte di Loritello e Conversano;
- Enrico (1130 - 1143); principe di Taranto;

## Ascendenza
|                           |   |                            | Genitori                   |  |  | Nonni |  |  | Bisnonni                     |  |  | Trisnonni                    |  |
|                           |   |                            |                            |  |  |       |  |  | Sancho III Garcés di Navarra |  |  | García II Sánchez di Navarra |  |
|                           |   |                            |                            |  |  |       |  |  | Sancho III Garcés di Navarra |  |  | García II Sánchez di Navarra |  |
|                           |   | Jimena Fernández           |                            |  |  |       |  |  | Sancho III Garcés di Navarra |  |  |                              |  |
| Ferdinando I di Castiglia |   |                            |                            |  |  |       |  |  | Sancho III Garcés di Navarra |  |  |                              |  |
|                           |   | Munia di Castiglia         | Sancho Garcés              |  |  |       |  |  |                              |  |  |                              |  |
|                           |   | Munia di Castiglia         | Sancho Garcés              |  |  |       |  |  |                              |  |  |                              |  |
|                           |   | Munia di Castiglia         | Urraca Gomez               |  |  |       |  |  |                              |  |  |                              |  |
| Alfonso VI di León        |   | Munia di Castiglia         |                            |  |  |       |  |  |                              |  |  |                              |  |
|                           |   | Alfonso V di León          | Bermudo II di León         |  |  |       |  |  |                              |  |  |                              |  |
|                           |   | Alfonso V di León          | Bermudo II di León         |  |  |       |  |  |                              |  |  |                              |  |
|                           |   | Alfonso V di León          | Elvira Garcés di Castiglia |  |  |       |  |  |                              |  |  |                              |  |
| Sancha I di León          |   | Alfonso V di León          |                            |  |  |       |  |  |                              |  |  |                              |  |
|                           |   | Elvira Menéndez de Melanda | Menendo González           |  |  |       |  |  |                              |  |  |                              |  |
|                           |   | Elvira Menéndez de Melanda | Menendo González           |  |  |       |  |  |                              |  |  |                              |  |
|                           |   | Elvira Menéndez de Melanda | Toda Domna                 |  |  |       |  |  |                              |  |  |                              |  |
| Elvira di Castiglia       |   | Elvira Menéndez de Melanda |                            |  |  |       |  |  |                              |  |  |                              |  |
|                           | … | …                          |                            |  |  |       |  |  |                              |  |  |                              |  |
|                           | … | …                          |                            |  |  |       |  |  |                              |  |  |                              |  |
|                           | … | …                          |                            |  |  |       |  |  |                              |  |  |                              |  |
| …                         | … |                            |                            |  |  |       |  |  |                              |  |  |                              |  |
|                           |   | …                          | …                          |  |  |       |  |  |                              |  |  |                              |  |
|                           |   | …                          | …                          |  |  |       |  |  |                              |  |  |                              |  |
|                           |   | …                          | …                          |  |  |       |  |  |                              |  |  |                              |  |
| Zaida di Siviglia         |   | …                          |                            |  |  |       |  |  |                              |  |  |                              |  |
|                           |   | …                          | …                          |  |  |       |  |  |                              |  |  |                              |  |
|                           |   | …                          | …                          |  |  |       |  |  |                              |  |  |                              |  |
|                           |   | …                          | …                          |  |  |       |  |  |                              |  |  |                              |  |
| …                         |   | …                          |                            |  |  |       |  |  |                              |  |  |                              |  |
|                           |   | …                          | …                          |  |  |       |  |  |                              |  |  |                              |  |
|                           |   | …                          | …                          |  |  |       |  |  |                              |  |  |                              |  |
|                           |   | …                          | …                          |  |  |       |  |  |                              |  |  |                              |  |
|                           |   | …                          |                            |  |  |       |  |  |                              |  |  |                              |  |